# 明画录
《明畫錄》，是一部成書於清朝的明代畫史著作，由徐沁所撰。全書共8卷，仿夏文彥《圖繪寶鑑》，同時參考了《畫史會要》寫成。

## 內容簡介
該書依宋元以來畫史體例，先分門類，次按時代之先後，將明代870餘名畫家分別列傳。卷一收入帝王、 貴族畫家及以佛道人物宮室擅名的畫家。卷二至卷四編列山水畫家。卷五收列山水、獸畜、龍魚畫家。卷六收列花鳥畫家。卷七編入墨竹、墨梅與蔬果畫家。卷八《匯記》，附列所知不詳，有待進一步加以考訂的畫家。
書中除將帝王貴冑列於最前之外，其餘10門均按題材劃分。每門之前冠以短敘一篇，略論各畫科的源流及在明代的發展，本書畫史資料比《畫史會要》略詳，體例較《無聲詩史》完備。惟缺點是徵引材料不注出處，對一些重要畫家亦有所遺漏。

## 作者
徐沁（1626-1683），清代戲曲家，字野公，號野畦，別署雙溪薦山。浙江餘姚人，居於會稽（今屬紹興市），活躍於明末清初之際。其人博通經史，善於考證，康熙十七年薦舉博學鴻詞，力辭不仕，退居若耶溪，著書於秋水堂。